# Hrvatska akademska zajednica
Hrvatska akademska zajednica (skr. HAZ) studentska i akademska je udruga osnovana 31. listopada 1990. na Ekonomskome fakultetu Sveučilišta u Zagrebu radi promicanja visokoga obrazovanja, znanosti i poduzetništva. Nacionalni predsjednik zajednice je Karlo Kolesar.

## Povijest
Osnivači su Mario Kapulica, Andro Krstulović Opara, Tomislav Vukojević, Nikica Kršinić i Leonard Lončar. Udruga je u travnju 1991. bila suorganizator Prvog svjetskog sabora hrvatske mladeži koji je okupio 2000 sudionika iz 93 organizacije hrvatske mladeži iz Hrvatske, Bosne i Hercegovine i dijaspore. Od jeseni 1992. oživljava se rad HAZ-a. Za prvog međunarodnog tajnika imenuje se Trpimira Majcana koji uspostavlja kontakt s njemačkom studentskom organizacijom Ring Christlich-Demokratischer Studenten (RCDS). Po njihovoj preporuci uspostavljeni su prvi odnosi s European Democrat Students (EDS). Godine 1994. HAZ prvi put sudjeluje na 18. EDS-ovoj Ljetnoj akademiji u Greifswaldu na kojoj Majcan izlaže o velikosrpskoj agresiji na Hrvatsku i neučinkovitom djelovanju UNPROFOR-a. U Greifswaldu je HAZ primljen u status promatrača, a 1995. za pridruženog člana.[nedostaje izvor]
Od 1996. Trpimira Majcana nasljeđuje Ivana Šimić (danas Bratanić), koja je bila međunarodna tajnica do 1997., a zatim međunarodne odnose preuzima Iva Kralj. Godine 1997. HAZ postaje punopravna članica EDS-a. Izaslanstvo čini 7 hazovaca na čelu s nacionalnim predsjednikom. U tijeku agresije na Hrvatsku, osječki članovi HAZ-a osnivaju na jesen 1991. Studentsku bojnu. Godine 1994. Zoran Tomić pokreće osnivanje HAZ Bosne i Hercegovine. HAZ je 1996. pokretač Zakona o studentskom zboru i osnivanju Hrvatskog studentskog zbora. Iste godine, na prvim studentskim izborima pobjeđuje te je bila najbrojnija studentska organizacija na nacionalnoj razini sve do 2010. Godine 2010 i 2012. udruga izdaje dvije publikacije studentskih poezija.[nedostaje izvor]
U listopadu 2016. u Matici hrvatskoj ponovno je obnavljaju bivši članovi (alumni) te se od tada definira kao studentska i akademska nestranačka udruga. U studenome 2018. pokreće se HAZ u Bosni i Hercegovini sa sjedištem u Mostaru.

### Međunarodna suradnja
Prve kontakte uspostavlja s njemačkom studentskom organizacijom Ring Christlich-Demokratischer Studenten (RCDS), da bi 1994. sudjelovala i postala promatrač na Ljetnoj akademiji Europskih demokratskih studenata (EDS). Godine 1995. postaje pridružena, a 1997. punopravna članica. Iznjedrila je pet dopredsjednika EDS-a u raznim mandatima, a aktivna je sve do 2013. HAZ se ponovno pojavljuje na EDS-u 2017., 2018. postaje promatrač. Na Zimskoj akademiji u Barceloni, u veljači 2019. HAZ je ponovno primljen u punopravno članstvo.

### Nacionalni predsjednici
- Tomislav Vukojević (1990. – 1992.)
- Robert Pavičić (1992. – 1994.)
- Goran Bradica (1994. – 1995.)
- Krunoslav Gašparić (1995. – 1997.)
- Krešimir Mihalic (1997. – 2002.)
- Tomislav Car (2002. – 2004.)
- Mislav Banek (2004. – 2009.)
- v.d. Matija Magerl (2010. - 2012.)
- Zdeslav Milas (2016. - 2022.)
- Karlo Kolesar (od 2022.)

### Počasni predsjednik
- Zdeslav Milas (od 2022.)

### Alumni predsjednici
- Artur Gedike (2016. – 2018.)
- Ante Barišić (od 2018.)

### Potpredsjednici EDS-a iz redova HAZ-a
- Davorka Herman (2003. – 2004.)
- Ivan Gereci (2006. – 2007.)
- Matija Magerl (2009. – 2011.)
- Karlo Kolesar (2019. – 2021.)
- Dora Miketek (2023. - 2024.)
- Filip Gajić (od 2024.)

## Deklaracije
HAZ je na svojem 9. Saboru održanom 15. prosinca 2018. usvojio dvije deklaracije. 
Prvi dokument, Deklaracija o važnosti istraživački orijentiranog obrazovanja i studentskog poduzetništva naglašava zalaganje za visokoobrazovni sustav koji potiče znanost i njezino povezivanje s gospodarstvom. Snažno podržavaju studentsko poduzetništvo. Promiče se ideja binarnog sustava koji je razvijen unutar europskog prostora visokog obrazovanja kao i mobilnosti studenata programima razmjene Erasmus+.
Drugi dokument, Deklaracija o položaju o konstitutivnosti hrvatskog naroda u Bosni i Hercegovini ističe manipulaciju izbornog zakona koji je po treći put primijenjen na štetu hrvatskog naroda u BiH. HAZ smatra da je temeljni postulat „obveza vraćanja hrvatskome narodu stvarne konstitutivnosti, budući da je nedavno na izborima nepoštivanje i zanemarivanje ovih temeljnih načela dovelo do oduzimanja političkog subjektiviteta hrvatskom narodu u BiH.“

## Vodstvo
Središnja tijela udruge su Sabor, nacionalni predsjednik, Predsjedništvo, Glavni odbor i Nadzorni odbor. Organizacija ustrojava svoje studentske organizacije u sveučilišnim središtima. Diplomirani članovi okupljeni su unutar Alumni zajednice. Tijela Alumni zajednice su Skupština, alumni predsjednik, Predsjedništvo, Alumni vijeće i Akademsko vijeće.
Glavni odbor čini tridesetak izabranih dužnosnika, podjednako studenata i diplomiranih članova.
Alumni vijeće vodi zajednicu alumnija udruge.
Akademsko vijeće je tematsko vijeće te okuplja pripadnike akademske zajednice i osoba koje su svojim aktivnostima bliske akademskoj ili istraživačkoj zajednici.

## Vanjske poveznice
- Mrežne stranice HAZ-a